# Múscul extensor curt dels dits del peu
El múscul extensor curt dels dits del peu (musculus extensor digitorum brevis), o extensor comú dels dits del peu, És un múscul que es troba a la regió dorsal del peu. Té una forma aplanada i és prim.
La seva inserció proximal l'efectua en la part anterosuperior del calcani. La seva inserció distal es realitza en l'extrem proximal de la falange proximal en el cas del dit gros (1r dit) i en el tendó de l'extensor llarg comú dels dits, llevat del que correspon al 5è dit.
La innervació prové del nervi peroneal profund i la irrigació sanguínia ve de l'artèria pèdia, nom que rep l'artèria tibial anterior en passar pel lligament anul·lar del tars.
La contracció del múscul extensor curt dels dits del peu causa l'extensió dels dits del peu, és a dir, separa els dits del sòl quan l'individu està dret.

## Galeria d'imatges

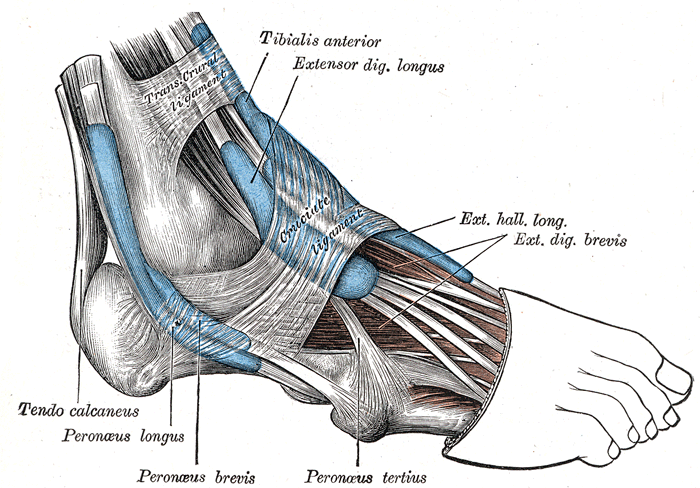
Beines dels tendons al voltant del turmell (vista lateral). L'extensor curt dels dits apareix a dalt a la dreta.
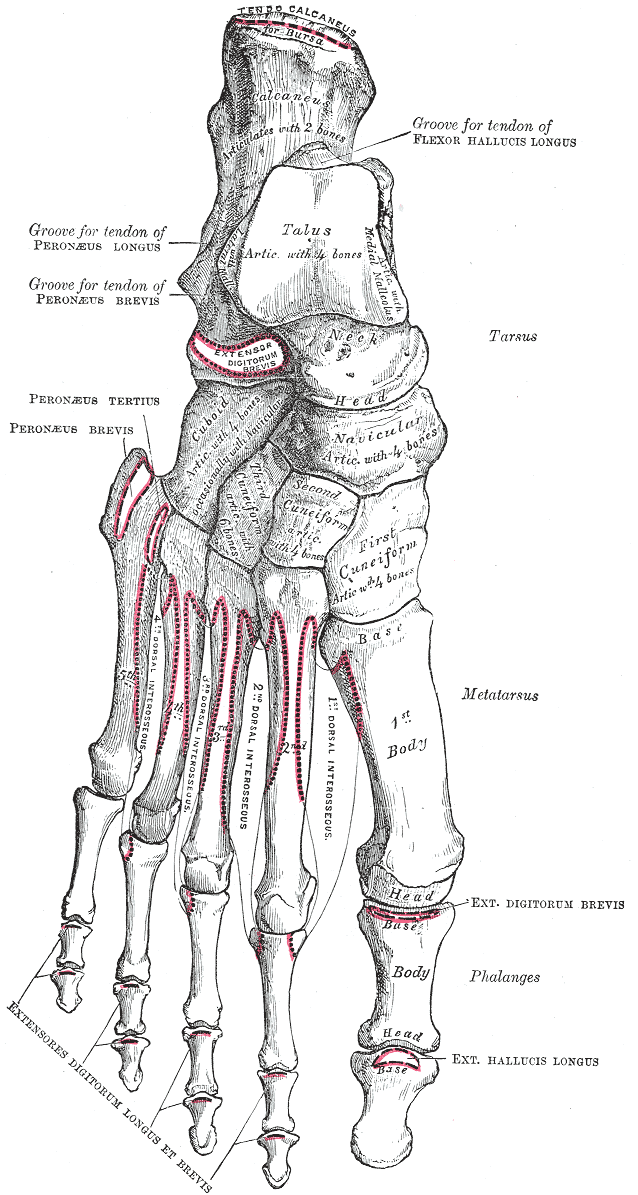
Ossos del peu dret. Superfície dorsal.
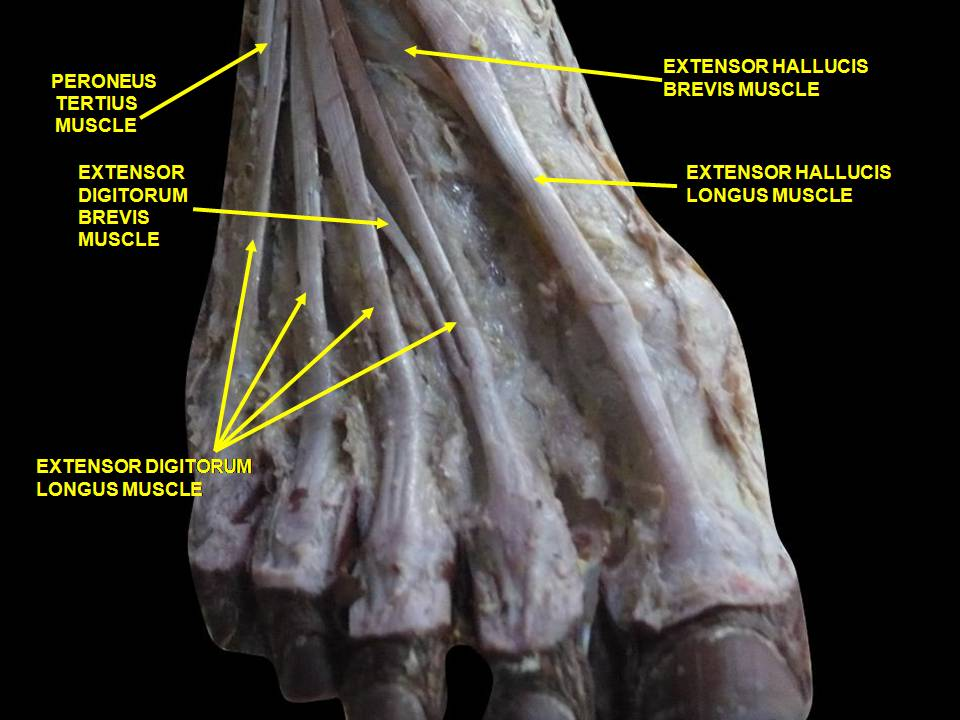
Dors del peu. Dissecció profunda.
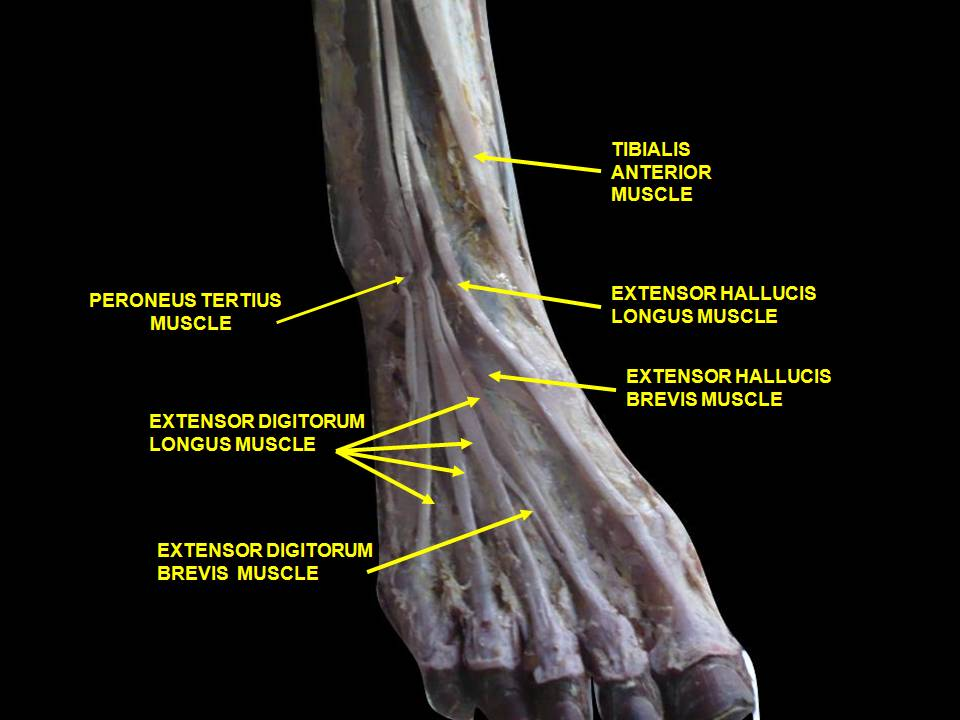
Dors del peu. Dissecció profunda.